# صهر بالحزمة الإلكترونية
الصهر بالحزمة الإلكترونية (ملاحظة 1) هو نوع من أنواع الطباعة ثلاثية الأبعاد (التصنيع الإضافي) للأجزاء المعدنية. توضع المادة الخام الأولية (والتي تكون على هيئة مسحوق أو سلك معدني) تحت التفريغ ثم تصهر بالحزمة الإلكترونية. تتميز هذه التقنية عن تقنية تلبيد الليزر الانتقائي selective laser sintering، إذ تنصهر المادة الأولية في هذه التقنية بالكامل. طورت هذه التقنية في السويد وطرحت في الأسواق في سنة 1997.